# Machacón
Machacón é um município da Espanha na província de Salamanca, comunidade autónoma de Castela e Leão, de área 18,69 km² com população de 519 habitantes (2007) e densidade populacional de 27,46 hab/km².

## Demografia
| Variação demográfica do município entre 1991 e 2004 | Variação demográfica do município entre 1991 e 2004 | Variação demográfica do município entre 1991 e 2004 | Variação demográfica do município entre 1991 e 2004 |
| --------------------------------------------------- | --------------------------------------------------- | --------------------------------------------------- | --------------------------------------------------- |
| 1991                                                | 1996                                                | 2001                                                | 2004                                                |
| 563                                                 | 543                                                 | 530                                                 | 514                                                 |